# 犬山市立東小学校
犬山市立東小学校（いぬやましりつ ひがししょうがっこう）は、愛知県犬山市の公立小学校。

## 概要
- 校区（自治会として）は、犬山ニュータウン1-4、鉾添、赤坂、尾張富士グリンハイツ、富士苑、安戸、外山、長者町団地1-7、緑ヶ丘北、緑ヶ丘南、日の出住宅1街区A、日の出住宅1街区B、日の出住宅2街区A、日の出住宅2街区B、日の出住宅3街区A、日の出住宅3街区B、前原上東、前原中、前原下、前原上西、前原向屋敷、前原新田、前原台1-6であり、公立中学校の進学先は犬山市立東部中学校である。

## 沿革
- 1979年（昭和54年）4月1日 - 犬山市立城東小学校、犬山市立池野小学校、犬山市立羽黒小学校から分離し、犬山市立東小学校として開校。

## 交通アクセス
- 犬山市コミュニティバス今井・前原線「桜坪」バス停より徒歩約7分。
- 名鉄小牧線羽黒駅下車、徒歩約25分。

## 周辺施設
- 犬山市立東部中学校
- 羽黒北子ども未来園
- 城東第2子ども未来園
- 犬山市休日急病診療所
- 羽黒中央公園
- 犬山市民文化会館
- 犬山日の出団地内簡易郵便局
- 犬山五郎丸郵便局
- 総合犬山中央病院